# كريستيان سيبايوس
كريستيان سيبايوس (3 ديسمبر 1992 بسانتاندير في إسبانيا - ) هو لاعب كرة قدم إسباني في مركز الوسط . لعب مع تشارلتون أثلتيك وتوتنهام هوتسبير ونادي أروكا ونادي الوكرة ونادي قطر .

## روابط خارجية
- كريستيان سيبايوس على موقع قاعدة بيانات كرة القدم.إي يو (الإنجليزية)
- كريستيان سيبايوس على موقع Soccerway.com (الإنجليزية)
- كريستيان سيبايوس على موقع عالم كرة القدم.نت (الإنجليزية)
- كريستيان سيبايوس على موقع AS.com (الإسبانية)